# 羽田文彦
羽田 文彦（Fumihiko Hada 1964年6月19日 - ）は映画プロデューサー。ROBOT映画部プロデューサーを経て、株式会社セレモニーに入社。

## プロフィール
東京都文京区出身。15歳から21歳まで役者を経験。ROBOT入社後はCMプロダクションマネージャーとして数々のCMに携わる。その後、1995年に映画部へ異動し、1996年『7月7日、晴れ』を皮切りに映画製作に携わる。ROBOT作品のDVD化を進める。
話題をよんだ舞台「Fabrica［10.0.1］」を本広克行とともにプロデュース。2010年4月から(一般社団法人)札幌・北海道コンテンツ戦略機構(SHOCS)の事業部長として札幌市に移住するが、2012年9月にフリーランスとなり帰京。株式会社セレモニーに入社。

## 作品 / DVD・Blu-ray制作

### 映画
- 踊る大捜査線シリーズ
  - 踊る大捜査線 THE MOVIE（1998年）
  - 踊る大捜査線 THE MOVIE2（2003年）
  - 交渉人 真下正義（2005年）
  - 容疑者 室井慎次（2005年）
- 海猿シリーズ
  - 海猿（2004年）
  - LIMIT OF LOVE 海猿（2006年）
- 三丁目の夕日シリーズ
  - ALWAYS 三丁目の夕日（2005年）
  - ALWAYS 続・三丁目の夕日（2007年）
- 7月7日、晴れ（1996年）
- パラサイト・イヴ（1997年）
- デボラがライバル（1997年）
- ジュブナイル（2000年）
- サトラレ（2001年）
- Laundry（2001年）
- リターナー（2002年）
- サマータイムマシン・ブルース（2005年）
- UDON（2006年）
- ガチ☆ボーイ（2008年）
- 少林少女（2008年）
- K-20 怪人二十面相・伝（2008年）
- Ring of Gundam (2009年)
- 終わった人(2018年)
- ハチとパルマの物語（2021年）
- TELL ME 〜hideと見た景色〜(2022年)
- 草原の英雄ジャロロフ～東京への道～(2024年）
- 君の忘れ方（2025年）

### テレビドラマ
- 蘇える金狼オープニング（1999年、日本テレビ）
- アンティーク 〜西洋骨董洋菓子店〜オープニング（2001年、フジテレビ）
- 幸せハッピー（2010年、北海道テレビ）
- 別に普通の恋（2011年、北海道テレビ）

### 舞台
- 舞台も踊る大捜査線 ザッツ!! スリーアミーゴス（2003年8月15日 - 17日）
- Fabrica[10.0.1]「LIFE FILM」（2007年1月20日 - 28日、赤坂RED THEATER）
- FABRICA[12.0.1]「BABY BLUE」（2007年10月4日 - 14日、新宿THEATER TOPS）
- FABRICA[11.0.1]「LOST GARDEN」（2008年9月13日 - 23日、赤坂RED THEATER）

## 出演作品
- 青い瞳の聖ライフ（1984年～1985年）
- 巨獣特捜ジャスピオン（1985年）
- ザ・サムライ上村信夫役（1986年）
- 天使のアッパーカット（1986年）
- 湾岸署婦警物語　初夏の交通安全スペシャル羽田雄二役（1998年）